# Andouillé
Cet article possède un paronyme, voir Andouille.
Ne doit pas être confondu avec Andouillé-Neuville.
Andouillé est une commune française, située dans le département de la Mayenne en région Pays de la Loire, peuplée de 2 324 habitants (les Andolléens).
La commune fait partie de la province historique du Maine, et se situe dans le Bas-Maine.

## Géographie
La ville d'Andouillé est située à 15 kilomètres de Laval, chef-lieu du département de la Mayenne, à laquelle elle est reliée par la RD 131 et la RD 115, ainsi que par la rivière, la Mayenne. Deux rivières se trouvent à proximité du village : l'Ernée et la Mayenne. C'est une pittoresque localité, édifiée à 110 mètres d'altitude, qui comptait 3 192 habitants en 1871 et 2 527 en 1897. Son territoire recouvre une superficie cadastrée de 3 653 hectares. Bordé à l'est par la Mayenne, il est traversé par l'Ernée qui vient effleurer la partie basse de la commune ; la vallée sinueuse de cette rivière est dominée par les collines de la Saudraie, du Lattan et de Crennes où, dit-on, « Le corps de Gargantua est couché en double ». En 1697, Miromesnil dénombrait 47 métairies, « la moitié de la paroisse en landes et en bois, l'autre moitié en terre et en prés dont une partie froide et produisant peu ». En 1871, Andouillé comptait 169 villages, fermes ou écarts.
Trouvant le nom d'Andouillé peu flatteur, le curé de la paroisse, Jean-Baptiste Heslot sollicita vers 1860 sa transformation en Andoville mais la demande de décret qui devait légaliser ce changement n'a pas abouti.
Durement éprouvée au cours de la Seconde Guerre mondiale[précision nécessaire], Andouillé est redevenue une commune paisible et laborieuse. On y découvre des bois, des pâturages et des vergers ; ses agriculteurs cultivent des céréales et élèvent des bovins et des porcins, on y élabore du cidre et plusieurs liqueurs issues de la culture de la pomme et de la poire comme le pommeau du Maine ou l’eau de vie de cidre, notamment à la ferme du Theil. Sa fête communale a lieu le 14 juillet. Cette localité possède un centre d'équitation, des sentiers pédestres, des coins de pêche et des gîtes ruraux.
| Saint-Germain-le-Guillaume, Chailland | La Bigottière              | Saint-Germain-d'Anxure |
| La Baconnière                         | Andouillé                  | Sacé, Montflours       |
| Saint-Ouën-des-Toits                  | Saint-Germain-le-Fouilloux | Saint-Jean-sur-Mayenne |

### Climat
Pour des articles plus généraux, voir Climat des Pays de la Loire et Climat de la Mayenne.
En 2010, le climat de la commune est de type climat océanique altéré, selon une étude du CNRS s'appuyant sur une série de données couvrant la période 1971-2000. En 2020, Météo-France publie une typologie des climats de la France métropolitaine dans laquelle la commune est exposée à un climat océanique et est dans une zone de transition entre les régions climatiques « Bretagne orientale et méridionale, Pays nantais, Vendée » et « Moyenne vallée de la Loire ».
Pour la période 1971-2000, la température annuelle moyenne est de 11,1 °C, avec une amplitude thermique annuelle de 13,5 °C. Le cumul annuel moyen de précipitations est de 805 mm, avec 12,6 jours de précipitations en janvier et 7,1 jours en juillet. Pour la période 1991-2020, la température moyenne annuelle observée sur la station météorologique de Météo-France la plus proche, sur la commune de Chailland à 8 km à vol d'oiseau, est de 11,5 °C et le cumul annuel moyen de précipitations est de 859,5 mm,. Pour l'avenir, les paramètres climatiques de la commune estimés pour 2050 selon différents scénarios d'émission de gaz à effet de serre sont consultables sur un site dédié publié par Météo-France en novembre 2022.

## Urbanisme

### Typologie
Au 1er janvier 2024, Andouillé est catégorisée bourg rural, selon la nouvelle grille communale de densité à sept niveaux définie par l'Insee en 2022.
Elle est située hors unité urbaine. Par ailleurs la commune fait partie de l'aire d'attraction de Laval, dont elle est une commune de la couronne,. Cette aire, qui regroupe 66 communes, est catégorisée dans les aires de 50 000 à moins de 200 000 habitants,.

### Occupation des sols
L'occupation des sols de la commune, telle qu'elle ressort de la base de données européenne d’occupation biophysique des sols Corine Land Cover (CLC), est marquée par l'importance des territoires agricoles (95,5 % en 2018), une proportion sensiblement équivalente à celle de 1990 (96 %). La répartition détaillée en 2018 est la suivante : 
terres arables (47,1 %), prairies (45,5 %), zones urbanisées (3,1 %), zones agricoles hétérogènes (2,9 %), forêts (1,4 %). L'évolution de l’occupation des sols de la commune et de ses infrastructures peut être observée sur les différentes représentations cartographiques du territoire : la carte de Cassini (XVIIIe siècle), la carte d'état-major (1820-1866) et les cartes ou photos aériennes de l'IGN pour la période actuelle (1950 à aujourd'hui).

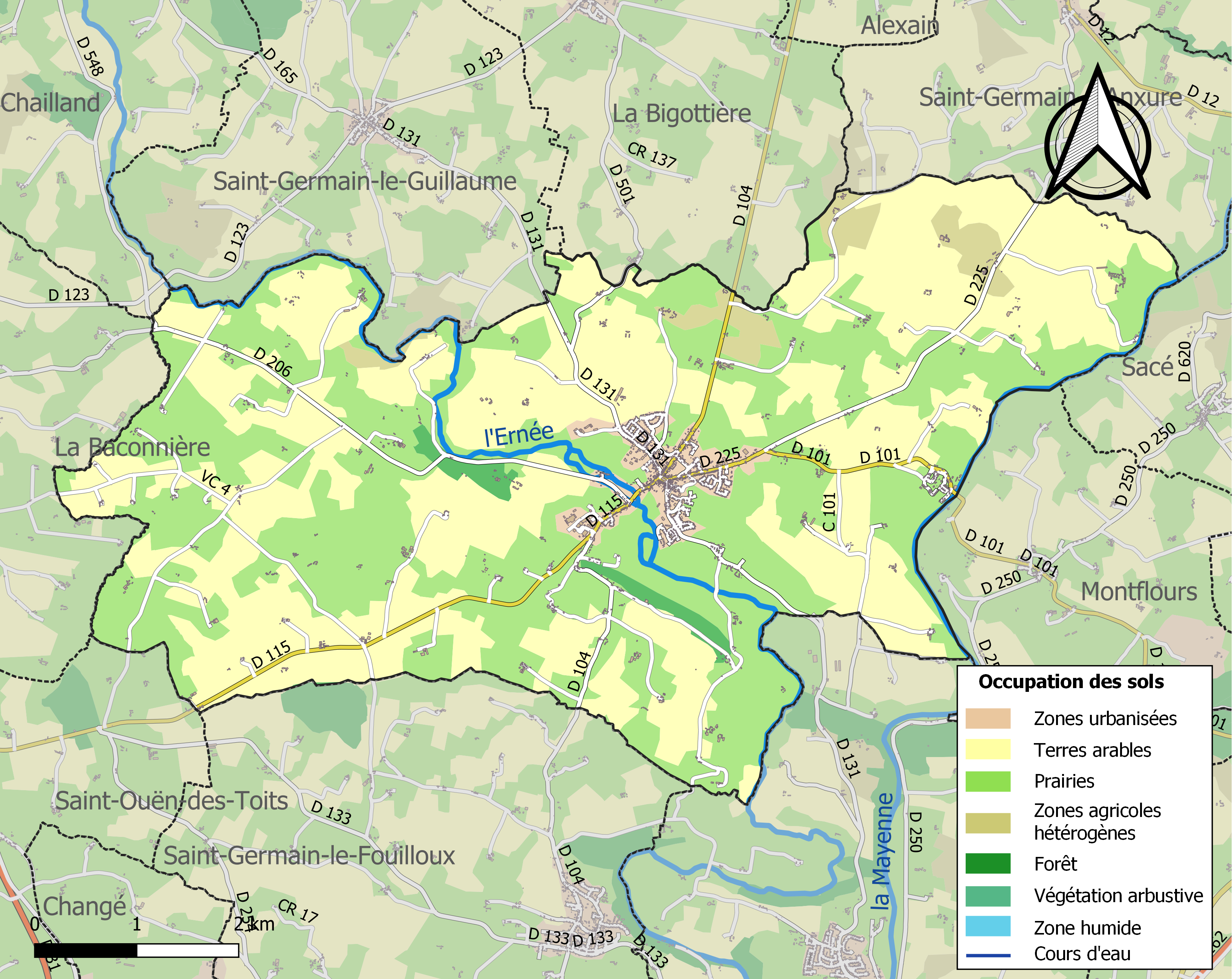
Carte des infrastructures et de l'occupation des sols de la commune en 2018 (CLC).

## Toponymie
Attestations anciennes, :
- Andoliaco en 802,
- Ecclesia de Andolliaco en 1144,
- de Andoilleio en 1248,
- de Andoiletto en 1251.

L'abbé Angot rejette  la forme Andoville que certains ont cru lire.
Il s'agit d'un type toponymique gallo-roman en -acum « emplacement de, propriété de », basé sur le nom de personne gallo-romain hypothétique *Andullios. Le sens global est donc celui de « propriété d'Andullius ».

## Histoire

### Antiquité
La localité se trouvait sur le territoire des Aulerques.

### Haut Moyen Âge
À l’époque mérovingienne, Andouillé a le statut de bourg important, on y trouve une église et des villas au IXe siècle, puis aux XIIe siècle et XIIIe siècles, Andouillé est réputée pour son collège. Elle est mentionnée sous le nom d'« Ecclesla de Andollaco » dès le début du IXe siècle. Connue sous le nom d'« Andollacus », la villa d'Andol devint très vite un centre très important dans lequel on a découvert des tombeaux en calcaire coquillier datant de l'époque mérovingienne. Cette région se vit réunie aux marches de Bretagne qui eurent Roland comme gouverneur.

### Temps modernes
Au XVIIIe siècle, la seigneurie de la paroisse connut un différend qui opposa le comte de Laval au seigneur du Ménil-Barré. Le sire de Laval possédait des titres qui attestaient qu'en 1518, la prévôté d'Andouillé figurait bien sur les comptes de sa châtellenie de Saint-Ouën ; de son côté, le curé de la paroisse qui semblait plutôt appuyer les prétentions du seigneur du Ménil demanda au conseil de tutelle du duc de la Trémoille l'autorisation de déplacer le ban seigneurial (1758). Évidemment, cette permission fut refusée « pour ne pas perdre le signe extérieur du droit contesté ».
En dépit de toutes les injonctions qu'ils reçurent en 1767, les Andolléens refusèrent de « voiturer les bois de marine ». L'évêché les jugea « peu instruits et difficiles à gouverner ».

### Révolution française
Cependant, leur doléances de 1789 sont rédigées sur un ton assez modéré car ils se contentent de protester contre les abus de la gabelle. Ils en demandent la suppression et désirent la substitution d'un impôt unique supporté par tous les ordres. En 1790, Andouillé devient brièvement chef-lieu de canton qui regroupait les communes Saint-Jean-sur-Mayenne et Saint-Germain-le-Fouilloux.
Sous la conduite du vicaire Drouet, les habitants commencèrent à s'exalter. La garde nationale, « soldée et organisée sur pied de guerre » ne se contenta pas seulement de maintenir l'ordre dans la paroisse ; elle effectua des expéditions dans les communes voisines, des expéditions accompagnées de violences et de pillages. En août 1791, on signale une sortie de ce genre du côté de Saint-Jean-sur-Mayenne ; elle motiva de la part des administrateurs, une admonestation sans résultat car le 14 juillet suivant, le Patriote écrivait : « Les citoyens d'Andouillé, vrais amis de la Constitution, ont envahi la commune de Saint-Jean-sur-Mayenne et désarmé les suspects ». On raconte qu'il fallut dès le lendemain, envoyer de Laval un détachement de cavalerie pour arrêter le pillage.
Dans cette commune, la Révolution trouva des partisans convaincus, actifs et organisateurs. Tallien, du Comité de salut public leur décerna un certificat de civisme.
Mais toutes ces expéditions n'étaient pas toujours couronnées de succès ; surpris par les Chouans, le 17 septembre 1792, alors qu'ils pillaient Le Bourgneuf et les châteaux de Fresnay et de Launay-Villiers, les gardes nationaux d'Andouillé, appuyés par ceux de La Brûlatte et de La Baconnière, furent contraints de laisser leur butin et dix-huit morts sur place. Malgré la présence à leurs côtés d'un détachement du régiment de Valenciennes, commandé par le capitaine Brutus, Jean Chouan les désarma en mars 1794. Mais cela ne devait pas arrêter leurs équipées, le 11 avril 1795, ils surprirent et massacrèrent, dans un champ, le curé de Louvigné, Lanoë ; le 24 mai, ils maltraitèrent le garde du bois de Clermont et saccagèrent sa maison. Le futur général Decaen les dénonça au comité de surveillance pendant que Mathieu Baudran et Boursault étaient assaillis de pétitions qui lui demandaient de dispenser « les citoyens d'Andouillé, qui sont de bons républicains », du service militaire.
Le 29 septembre 1799, James, commissaire, écrivait au général Darnaud :
« La circonstance critique où se trouvent les républicains d'Andouillé, me fait un devoir de pourvoir à leur défense. Ils ont tous juré de mourir à leur poste, il ne leur manque que des cartouches pour braver les menaces que les brigands leur ont fait de souiller leur territoire ». Le 8 octobre, on autorisa le cantonnement à rester s'il pouvait résister et on lui expédia des cartouches et 100 pierres à fusil. De son côté, Mademoiselle Duchemin de Villiers rédigeait une autre missive : « Les paysans d'Andouillé sont tous soldats ; ils ont fortifié leur bourg montant la garde et enfin, lundi, en allant aux vivres les chouans leurs tuèrent 10 hommes. Le soir quand ils furent rassemblés, ils tombèrent sur Saint-Jean et Changé et tuèrent 9 hommes et 3 femmes qui battaient. Plusieurs enfants ont également trouvé la mort, les maisons pillées et mille horreurs commises dans tout leur passage. Voilà comment ces braves se vengent et se défendent ».

### XIXesiècle
Une épidémie d'angine diphtérique sévit en 1862-1863. Le fléau éclata à Luitré, puis dans les communes de Juvigné et de Saint-Pierre-des-Landes. L'épidémie tua d'abord deux cents personnes, et jeta tant de terreur que « la population entière de Saint-Pierre-des-Landes se rendit processionnellement et pour la première fois de mémoire d'homme en pèlerinage à la chapelle de Charnay près d'Ernée ». Du canton de Chailland, la diphtérie se propagea à celui d'Andouillé, atteignit plus de trois cents malades. Le docteur Henri-Pierre Trideau s'employa à lutter contre cette épidémie.
Après le passage de la Mayenne par l’armée de la Loire, le 17 janvier 1871, Andouillé fut occupé par la cavalerie du 17e corps qui avait reçu la mission de maintenir les communications avec le 24e corps établi à Mayenne et aux environs.

### Histoire économique

#### Les forges
La ville d'Andouillé possédait de grosses forges très actives de 1612 jusqu'au XVIIIe siècle. Elles étaient situées sur l'Ernée, à 1,4 km au-dessus d'Andouillé. Elles déclinèrent au XVIIIe siècle et le fourneau fut démoli, avec l'autorisation du roi, en 1725. Elles furent remplacées par les forges de Chailland. Il resta un moulin qui outre son travail ordinaire de mouture, servira à produire dès 1892, de l'électricité.

#### Les briques
Andouillé possède d'importantes briqueteries dès le XVIe siècle. Les fours à briques trouvaient des débouchés jusqu'à Ernée.

#### Les carrières
Ouvertes en 1848 sur les rives de la Mayenne, de belles carrières ont en partie fourni le granite du viaduc de Laval, des quais de Laval et des écluses qui barrent la Mayenne ; ces carrières ont compté jusqu'à 150 ouvriers.

#### Le textile
À partir de 1880, le bourg d'Andouillé s'est dépeuplé de plus en plus au profit du hameau de Rochefort. Les deux minoteries installées sur les bords de la Mayenne vers 1854] par M. Colas venaient d'être remplacées par une usine de tissage mécanique de soixante-quatre métiers.

#### Néo-métallurgie
À la fin du XIXe siècle, une usine dite « usine de néo-métallurgie de la Rochelle », spécialisée dans la conception et la fabrication de métaux réfractaires, fut créée à Rochefort. Elle attira de nombreux chercheurs, même des chimistes allemands. Edmond Frémy et Henri Moissan, son élève, découvrirent le carbure de calcium à l'usine de recherche La Néo-Métallurgie.[réf. nécessaire]

#### Les débuts de l'électricité
En 1890, deux chimistes réputés, Frémy et Moissan, son élève, avec la collaboration de deux spécialistes allemands, installent l'électricité au moulin de la Forge à Andouillé (sur la rivière l'Ernée).
En 1891, toute la rue du Pont, actuellement rue du Docteur-Jouis, fut éclairée avec cent cinquante lampes à cire. C'est cette même année qu'eut lieu à Andouillé la fête de l'électricité. Le préfet refusa d'y assister officiellement. Cependant, incognito et par curiosité, il fut effrayé par ce qu'il voyait. Il crut que les Andolléens allaient mettre le feu à tout le bourg.
Les habitants, pour leur part, se félicitèrent de l'invention et, en 1892 tout le bourg fut électrifié. Presque une première en France, Bourganeuf (Creuse) l'ayant précédé en 1886. Le moulin de la Forge a assuré l'éclairage du bourg et des particuliers jusqu'en 1928. L'électricité coûtait alors 20 francs par habitant.

#### L'amiante
Pendant ce temps se poursuivaient à Rochefort des recherches sur le duraluminium et sur les métaux réfractaires. En 1893, des essais eurent pour conséquence la production directe d'acétylène à partir de carbure de calcium.
En 1884, avec Jules Pivert, Frédéric Chaplet transforme le moulin de la Fourmondière en usine de tissage à Andouillé. Il est le fondateur au même endroit en 1895 avec un autre industriel, Allard, des Usines de l'Amiante du Cap, à Rochefort sur la Mayenne (afin de diffuser les produits tirés du minerai d'amiante bleu d'Afrique du Sud et secondairement de l'amiante blanc de Russie et du Canada : tissus, cartons, fils, cordes, bourrelets et matelas, utilisés notamment dans l'industrie et la marine pour leurs propriétés calorifuges. L'usine avait pour devise : Fortes capite, fortes honestate, forte rupe.
Il participa à l'industrie de l'amiante, utilisé notamment pour les freins de voiture. Cette industrie a employé jusqu'à 150 femmes et 70 hommes. Elle trouvaient des débouchés en France, dans les colonies, en Russie, en Suède, en Norvège, en Belgique...
Un incendie, en 1950, a détruit la cartonnerie. Ce sinistre a précédé de peu la cessation d'activité, en 1952, des Établissements Ferodo, à Rochefort, et le recentrage à Condé-sur-Noireau. On cite souvent l'enfer qu'était la vie à Rochefort en ces temps-là : « L'amiante, c'était épouvantable, une fois que vous en aviez dans les poumons ». Avant l'introduction des masques, beaucoup d'ouvriers ou ouvrières « miantés » mouraient quadragénaires.

#### Le chemin de fer
Andouillé était desservie par la ligne de chemin de fer départemental reliant Laval à Landivy. Cette ligne fut ouverte le 18 décembre 1901 et son déclassement fut décidé par le conseil général le 11 mai 1938. En 1902, la gare d'Andouillé avait accueilli 21 781 voyageurs, ce qui en faisant la 5e gare la plus fréquentée du réseau, et la halte du Pont de Rochefort 3 434 voyageurs.

## Politique et administration

### Administration municipale
Le conseil municipal est composé de dix-neuf membres dont le maire et cinq adjoints.

### Politique de développement durable
La commune a engagé une politique de développement durable en lançant une démarche d'Agenda 21 en 2008.

### Jumelages
- Farnsfield (Angleterre) depuis 1987
- Weissensberg (Allemagne) depuis 1990
- Vráble (Slovaquie) depuis 2007

## Population et société

### Démographie
L'évolution du nombre d'habitants est connue à travers les recensements de la population effectués dans la commune depuis 1793. Pour les communes de moins de 10 000 habitants, une enquête de recensement portant sur toute la population est réalisée tous les cinq ans, les populations de référence des années intermédiaires étant quant à elles estimées par interpolation ou extrapolation. Pour la commune, le premier recensement exhaustif entrant dans le cadre du nouveau dispositif a été réalisé en 2006.

En 2022, la commune comptait 2 324 habitants, en évolution de +1,89 % par rapport à 2016 (Mayenne : −0,73 %, France hors Mayotte : +2,11 %).
| 1793  | 1800  | 1806  | 1821  | 1831  | 1836  | 1841  | 1846  | 1851  |
| ----- | ----- | ----- | ----- | ----- | ----- | ----- | ----- | ----- |
| 2 447 | 2 643 | 2 617 | 2 436 | 2 751 | 2 857 | 2 888 | 3 023 | 3 044 |

| 1856  | 1861  | 1866  | 1872  | 1876  | 1881  | 1886  | 1891  | 1896  |
| ----- | ----- | ----- | ----- | ----- | ----- | ----- | ----- | ----- |
| 3 063 | 3 287 | 3 192 | 2 960 | 2 872 | 2 605 | 2 570 | 2 558 | 2 526 |

| 1901  | 1906  | 1911  | 1921  | 1926  | 1931  | 1936  | 1946  | 1954  |
| ----- | ----- | ----- | ----- | ----- | ----- | ----- | ----- | ----- |
| 2 444 | 2 371 | 2 253 | 1 898 | 1 856 | 1 872 | 1 845 | 1 804 | 1 765 |

| 1962  | 1968  | 1975  | 1982  | 1990  | 1999  | 2006  | 2011  | 2016  |
| ----- | ----- | ----- | ----- | ----- | ----- | ----- | ----- | ----- |
| 1 728 | 1 691 | 1 746 | 1 822 | 1 926 | 2 042 | 2 310 | 2 221 | 2 281 |

| 2021  | 2022  | - | - | - | - | - | - | - |
| ----- | ----- | - | - | - | - | - | - | - |
| 2 323 | 2 324 | - | - | - | - | - | - | - |

Andouillé a compté jusqu'à 3 287 habitants en 1861.

### Label
La commune est une ville fleurie (une fleur) au concours des villes et villages fleuris.

### Sports
L'Amicale sportive d'Andouillé fait évoluer une équipe de football en ligue du Maine et deux autres en divisions de district.

## Culture locale et patrimoine

### Lieux et monuments
- Chapelle Notre-Dame de la Gasnerie.
- Château de la Goinière.
- Château du Lattay.
- Église Saint-Matthieu.
- La ferme de l'Épinay fut achetée en 1531, par Laurent Lemercier, marchand à Laval, au seigneur du Mesnil-Barré. On peut y découvrir un vieux pont.
- À 2 km à l'ouest du bourg d'Andouillé, le lieu-dit Joué est mentionné dès 1544 sous le nom de Jouy. Cet endroit où on ne découvre plus qu'une ferme, des bois et des rochers, fut un fief mouvant de Saint Ouen. Abandonné pendant plus de deux siècles, le manoir de Joué a longtemps présenté des murs éventrés qui laissaient entrevoir de belles cheminées en granit. Propriété de la famille de Loré, il se dressait dans un site de buissons et de rocailles. Ces Loré (qui étaient seigneurs de Joué-en-Charnie) ont pu donner le nom de Joué à ce domaine sur lequel on ne possède aucun renseignement avant le milieu du XVIe. Joué se rappelle Jean de Loré qui fut tué par Jean d'Abattant, au château du Mesnil-Barré, en Saint-Germain-le-Guillaume au cours d'une querelle futile de jeu, en 1538.

### L'Âme dans les arts
Un village L'Ame est cité dans le poème d’Aragon, Le Conscrit des cent villages, écrit comme acte de Résistance intellectuelle de manière clandestine au printemps 1943, pendant la Seconde Guerre mondiale.
Seul le Géoportail de l'IGN fournit une référence à ce lieudit qui est présenté comme un hameau à cheval sur les communes d'Andouillé, de Montflours et de Saint-Jean-sur-Mayenne.
Andouillé fait partie de l'Association des communes de France aux noms burlesques et chantants.

### Personnalités liées à la commune
- Roger Bertin (né en 1951 à Andouillé), footballeur.
- Frédéric Chaplet (1859-1925), industriel et scientifique, fondateur des usines de l'amiante du Cap, sur le site de Rochefort sur la rive de la Mayenne à Andouillé.
- René Marie de Montbourcher (1778-1849), homme politique né à Andouillé, député d'Ille-et-Vilaine de 1827 à 1830.
- Jean-Baptiste Heslot (1808-1865), religieux, curé d'Andouillé.
- René-François Le Feuvre (1840 à Andouillé - 1917), agronome.

### Héraldique
| Blason de Andouillé | Blason  | D'azur à la fasce d'or accompagnée de deux quintefeuilles boutonnées en chef et d'une fleur de lis en pointe, le tout du même. |
| Blason de Andouillé | Détails | Le statut officiel du blason reste à déterminer.                                                                               |

### Sources
- Altitudes, coordonnées, superficie : IGN[34].